# الکساندر کارشاکویچ
الکساندر کارشاکویچ (بلاروسی: Аляксандр Уладзіміравіч Каршакевіч؛ زادهٔ ۶ آوریل ۱۹۵۹) بازیکن هندبال بلاروس‌تبار اهل شوروی بود.
وی در مسابقات کشوری و بین‌المللی در مجموع برندهٔ ۱ مدال طلا، ۱ مدال نقره شده‌است.